# Rüdesheim am Rhein
Pour les articles homonymes, voir Rüdesheim.
Rüdesheim am Rhein est une ville de Hesse (Allemagne), située dans l'arrondissement de Rheingau-Taunus, dans le district de Darmstadt. Elle est située sur la rive droite (est) du Rhin, à l'entrée sud de la vallée de la Lorelei. Afin d'éviter toute confusion avec la commune de Rüdesheim sur Nahe, son nom officiel est Rüdesheim am Rhein.

## Histoire
Rüdesheim am Rhein a d'abord été colonisée par les Celtes. Au Ier siècle, les Romains s'installent dans la région. À Bingen, ils construisent un castrum, et sur l'autre rive du Rhin, à l'emplacement actuel de Rüdesheim, une tête de pont est édifiée sur le limes. Les Alamans et les Franconiens suivent les Romains. Des verres de cette époque trouvés à Rüdesheim prouvent qu'on y cultivait déjà la vigne. Rüdesheim est mentionnée pour la première fois dans des documents de 1074. La cité vivait principalement de la culture du vin et du trafic par barges sur le Rhin.
Rudolf de Rüdesheim, évêque de Breslau (Wroclaw, Pologne), y est né vers 1402. Après des études à l'Université de Heidelberg, il s'est rendu à Rome et s'est lié d'amitié avec le pape Pie II. Il a été nommé évêque de Breslau en 1468.
Le 1er janvier 1818, Rüdesheim a été officiellement reconnue comme ville. En 1877, on posa la première pierre du Niederwalddenkmal, terminé en 1883. Ce monument patriotique a attiré dès le début un grand nombre de touristes qui s'y rendait à l'époque avec un chemin de fer à crémaillère remplacé aujourd'hui par une télécabine. La principale source de revenus de la ville est aujourd'hui le tourisme.

## Curiosités

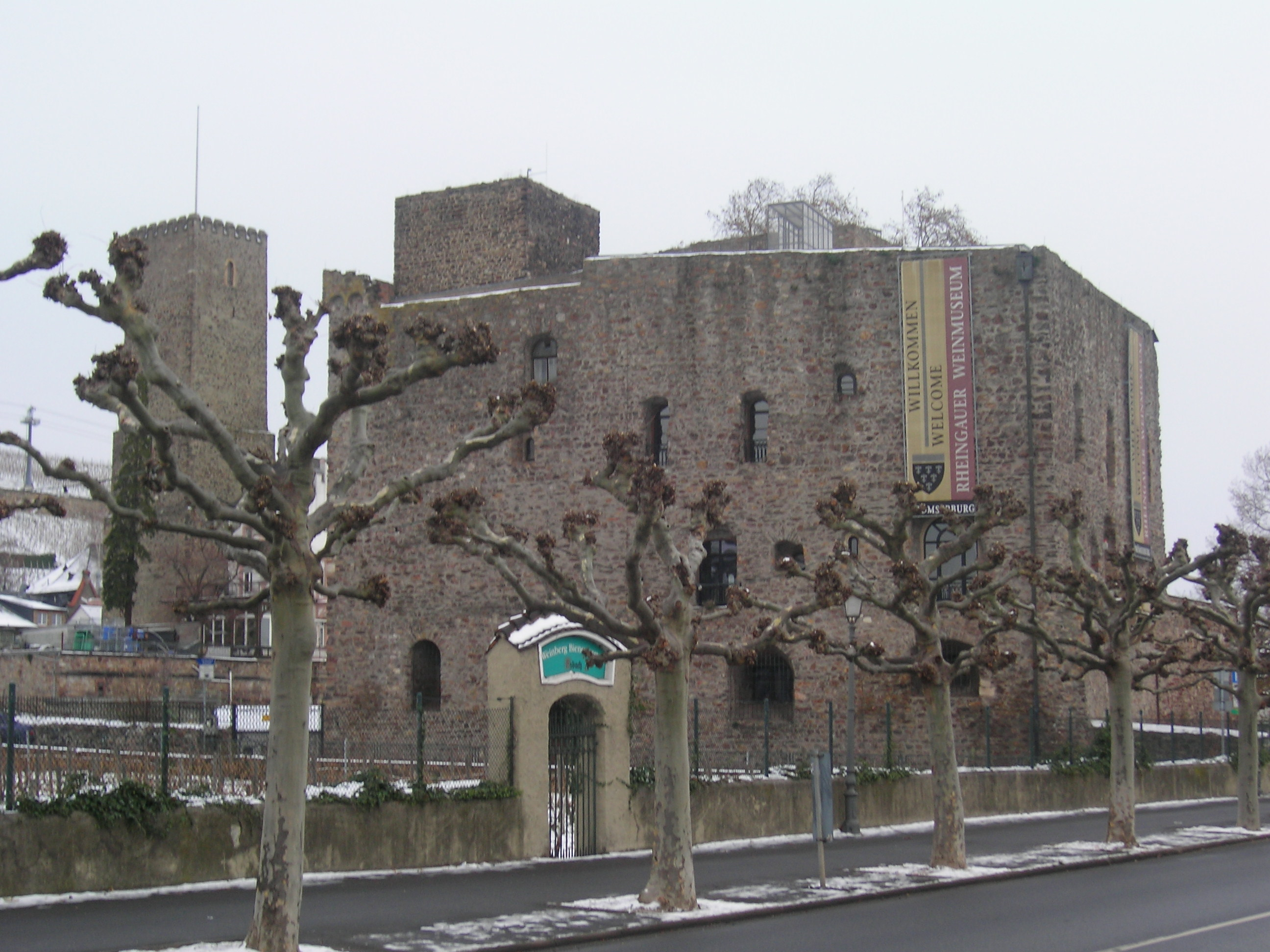
La Brömserburg

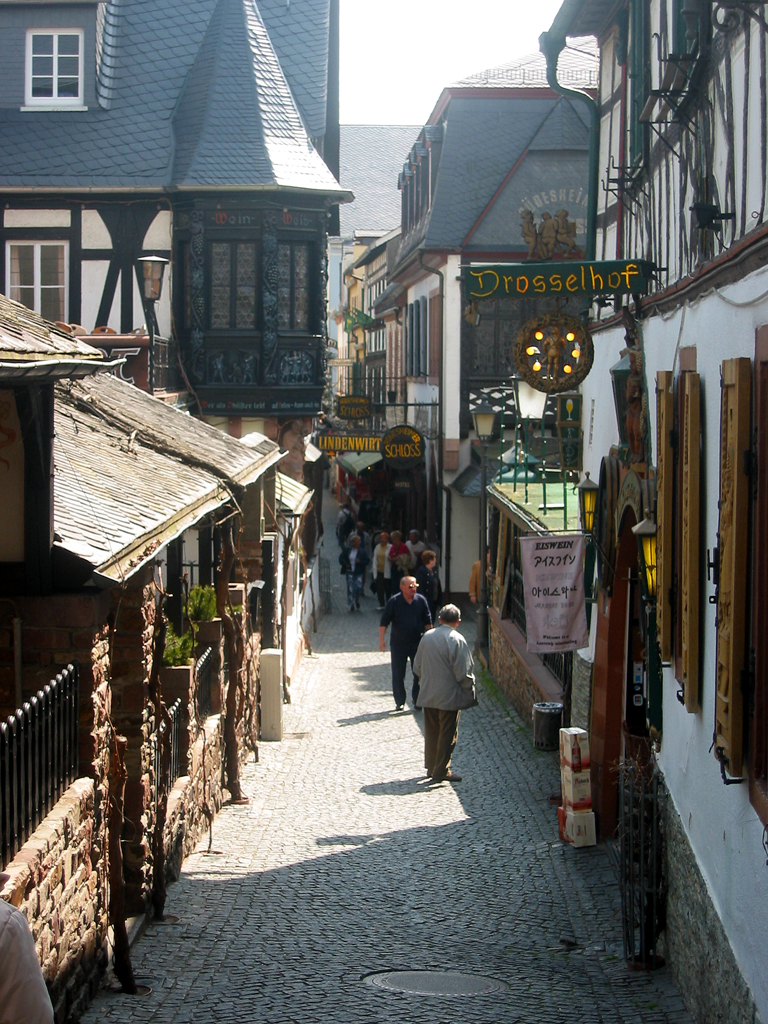
La Drosselgasse

### Le château Brömserburg
Il s'agit de l'un des plus anciens châteaux médiévaux sur le Rhin. Il a été construit au Xe siècle à l'emplacement d'une fortification romaine. À l'origine, il était sur la rive droite du Rhin, entouré d'eau. Du Xe au XIIIe siècle, il appartenait à l'électorat de Mayence. Il est ensuite passé sous le contrôle des Chevaliers de Rüdesheim. Il est retourné à l'archevêque Werner d'Eppstein (de) en 1281. Ce château a résisté à un certain nombre d'attaques. En 1640, pendant la guerre de Trente Ans, le sommet de la tour a été détruit par les troupes françaises sous le commandement d'Henri II d'Orléans-Longueville. L'archevêque l'a vendu en 1803 plusieurs propriétaires l'ont occupé depuis. La ville de Rüdesheim acheta le château en 1941. Aujourd'hui, c'est un musée du vin.

### La Drosselgasse
Rüdesheim est au coin nord-est de la région viticole de la Rheingau. Les rieslings sont les principaux cépages cultivés dans ce domaine. 65 % des vins allemands sont blancs. On peut goûter les vins locaux, y compris le Rüdesheimer Riesling, dans de nombreuses « Weinstuben » de Rüdesheim.
La Drosselgasse est le cœur de la vieille ville de Rüdesheim. Dans ses restaurants typiques, le vin coule à flots au son de musiques traditionnelles. Cette rue de 144 mètres de long, étroite et pavée est piétonne et, en saison touristique, parcourue par les nombreux visiteurs de cette petite cité rhénane.

### Le musée des instruments de musique mécanique
Le musée des instruments de musique mécanique de Siegfried sauvegarde des données de trois siècles des instruments de musique mécanique. De la petite boîte à musique au titanesque orchestrion concert-piano, la collection renferme des instruments de la plus grande diversité.

### L'abbaye Sainte-Hildegarde
L'abbaye Sainte-Hildegarde d'Eibingen, couvent de bénédictines, a abrité à partir de 1632 les reliques et les manuscrits d'Hildegarde de Bingen, évacués de l'abbaye de Rupertsberg pour les préserver du pillage pendant la guerre de Trente Ans.

### La tour des Souris
La Mäuseturm de Bingen (tour des Souris) se trouve sur une île du Rhin, entre Rüdesheim et Bingen am Rhein, et appartient à cette dernière municipalité. Une célèbre légende allemande s'y rattache.

## Personnages célèbres
La famille chevaleresque de la ville s'appelait « von Rüdesheim ». Son représentant le plus éminent fut Rodolphe de Rüdesheim (1402-1482), légat du pape et prince-évêque de Breslau.
- Jacob Fidelis Ackermann (1765-1815), médecin, chirurgien et professeur d'anatomie.
- Theodor Friedrich Ludwig Dilthey (6 février 1825 - 22 mars 1892) reprit l'exploitation vinicole de son père et son activité de grossiste, Dilthey-Sahl & Co à Rüdesheim, en 1852. Il entreprit de nombreux voyages d'affaires en Angleterre et en Russie pour la promotion des vins allemands et des exportations de Sekt. En 1867, il a été cofondateur et premier président de la Chambre de commerce de Wiesbaden. Il a composé de nombreux poèmes à la gloire du vin.
- Georg Geiling (1er juin 1863 - 1947), maître-tonnelier : Geiling fit son apprentissage de tonnelier à Reims et à Épernay et, en 1890, a fondé la cave Sekt Georges Geiling & Cie à Reims. En 1894, il s'installa à Bacharach, où en 1919 il fonda sa propre usine de vin mousseux.
- Antonius Wallenstein (20 janvier 1890 - 28 décembre 1964), prêtre catholique et écrivain spirituel.
- Rudolf Krämer-Badoni (1913-1989), écrivain.
- Karl Heinz Hock (né en 1930), journaliste.
- Marianne Vater (né en 1952), professeur de zoologie à l'Université de Potsdam, spécialiste de l'écholocation des chauves-souris et des dauphins.
- Johannes Schild (né en 1965), compositeur et chef d'orchestre ainsi que professeur au Collège de Musique de Cologne.
- Le poète Stefan George (1868-1933) n'est pas - comme cela est souvent affirmé - né à Rüdesheim, mais plutôt à Büdesheim près de Bingen, de l'autre côté de la Rhin.
- Le compositeur Johannes Brahms (1833-1897) a été maintes fois invité à la maison de la famille Beckerath à Rüdesheim entre 1874 et 1895. En 1883 à Wiesbaden, il a écrit sa Symphonie no 3 en fa majeur op. 90. Pendant ce temps il a également pris part à l'inauguration festive du Niederwalddenkmal à Rüdesheim.
- Bernhard Hopffer (7 août 1840 - 20 août 1877 à la résidence de chasse Niederwald près de Rüdesheim) : compositeur presque oublié, il étudie la musique au Conservatoire Kullak'sches puis à Berlin. Il a vécu ses dernières années dans diverses stations thermales. Il a écrit des symphonies, de la musique de chambre, des lieder - parmi d'autres, Lockung, op. 22 no. 1 (1872) de Joseph von Eichendorff - ainsi qu'un opéra, Frithjof, créé à Berlin en 1871.
- Le violoniste allemand Gerhard Taschner (1922-1976) a vécu de 1946 à 1950 chez Carl Jung, vigneron à Rüdesheim. Il donna une série de concerts privés à Rüdesheim avec le pianiste Walter Gieseking.

## Galerie

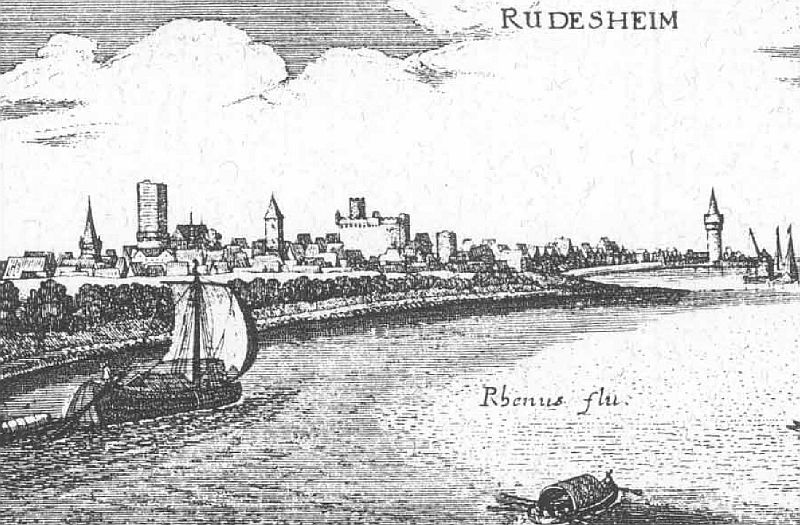
Rüdesheim en 1655
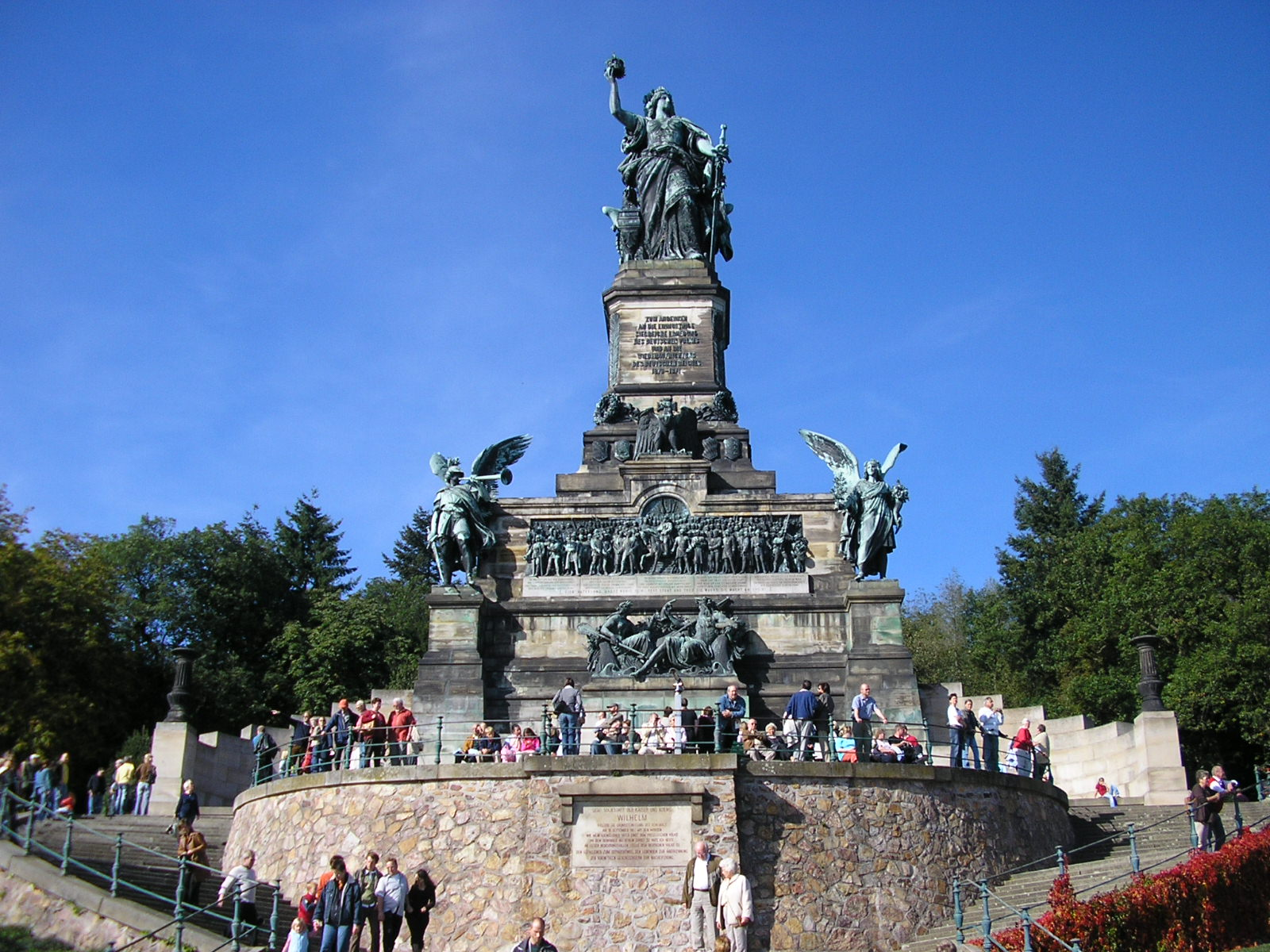
Niederwalddenkmal
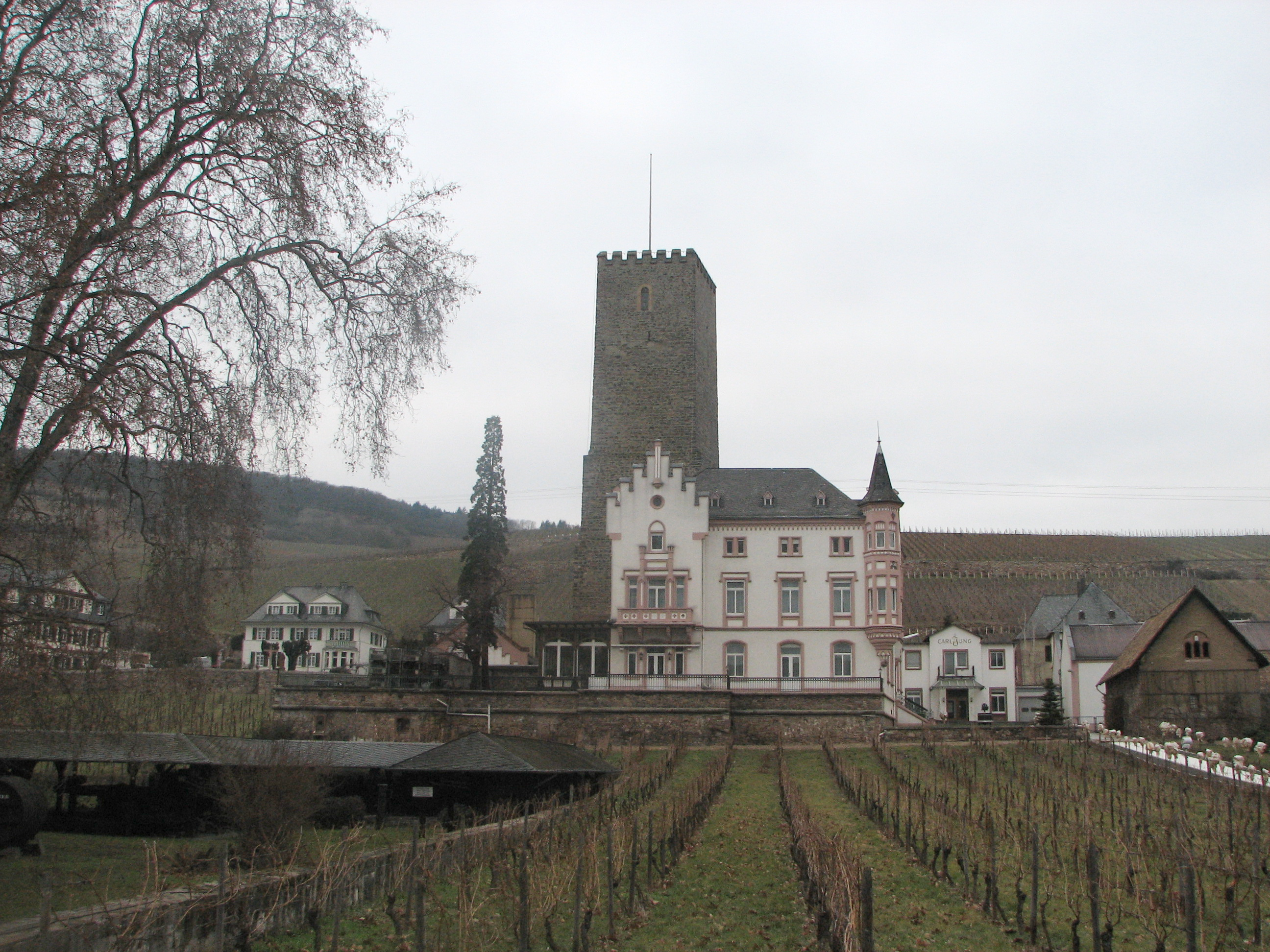
Boosenburg (Oberburg)
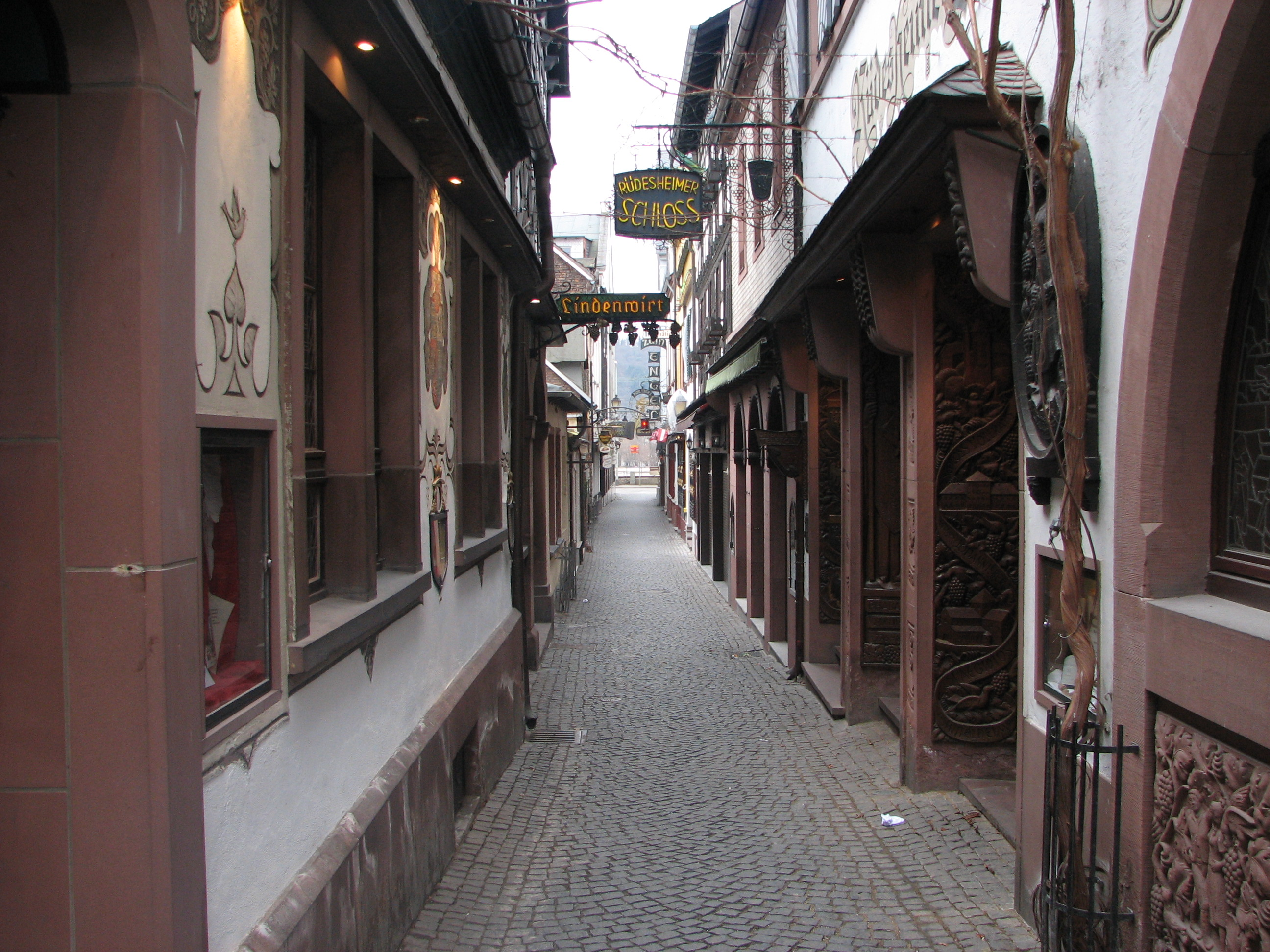
Drosselgasse
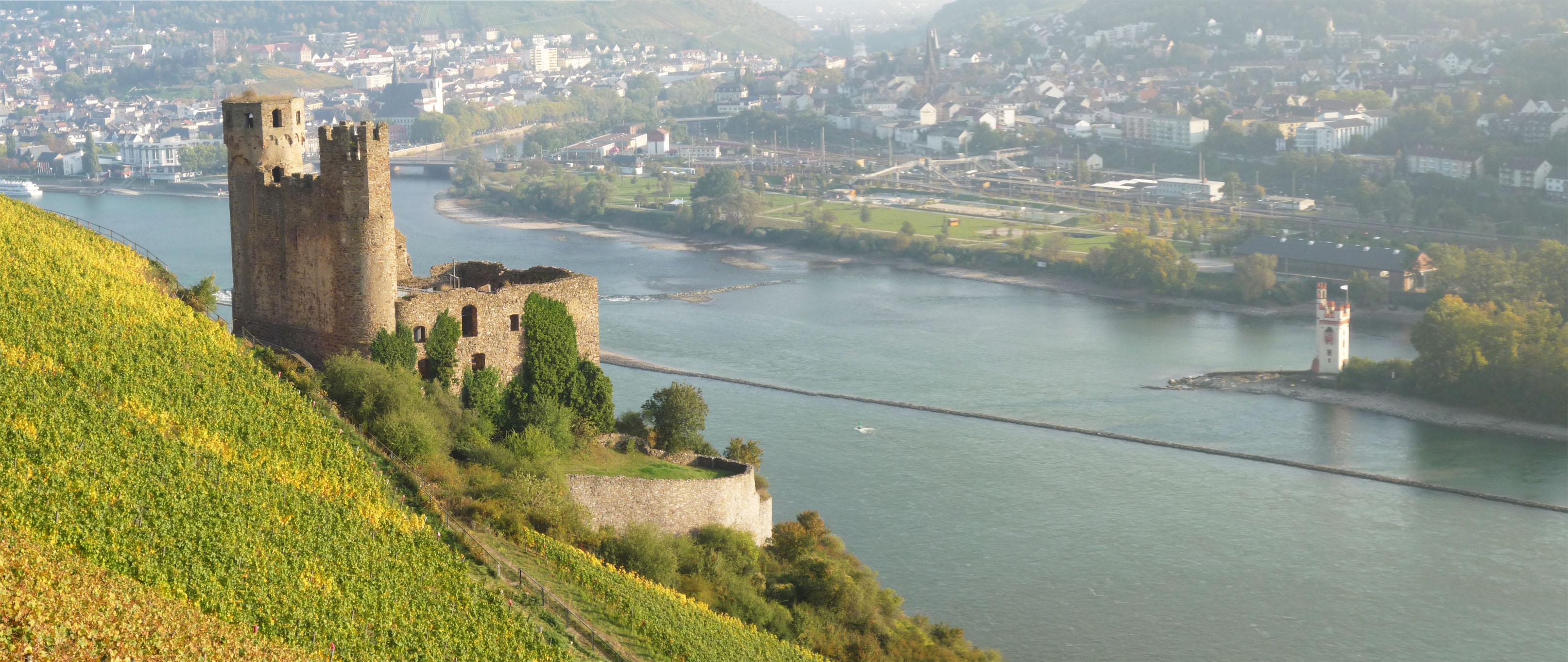
Château d'Ehrenfels

## Jumelages

Rüdesheim am Rhein.

- Oingt (France)
- Meursault (France)
- Juliénas (France)
- Mezőkövesd (Hongrie)
- Swanage (Royaume-Uni)